# Haus Wilsdruffer Straße 42

Wilsdruffer Straße Nr. 42, Erker

Das Haus Wilsdruffer Straße 42 war ein barockes Wohnhaus in Dresden. Das Gebäude wurde zwischen 1620 und 1690 erbaut und 1945 zerstört.
Laut Stefan Hertzig wurde im Jahre 1742 zusätzlich ein drittes Erkergeschoss zu den unteren beiden Geschossen des 17. Jahrhunderts hinzugefügt. Das oberste Erkergeschoss schmückten zwei schwere Pilaster mit ionischen Kapitellen. Ein „bildhauerisch hervorragend“ in Stein gehauener ausgehängter Teppich schmückte die Brüstung, im Gebälkfries befand sich eine derbe gearbeitete Kartusche. Stefan Hertzig zufolge bildete das Tuch-Relief den „künstlerisch wertvollsten Teil“.
Im Erdgeschoss befand sich die Konditorei und Café Berger, weitere geschäftliche Mieter im Haus waren das Optische Institut Otto Hahn und der Uhren- und Schmuckhändler Julius Seidel.